# Голландські імена
Нідерландські імена, Голландські імена — особові імена і прізвища, які поширені серед голландців і фламандців.
Як і в більшості країн Західної і Центральної Європи в офіційних документах особисте ім’я передує прізвищу. Зворотний порядок використовується  в упорядкованих за алфавітом списках, в тому числі в заголовках статей класичних енциклопедій.
До 1811 року значно частіше прізвищ використовувалися імена по батькові; їх використовували навіть люди, які мали прізвища. Зазвичай ім'я по батькові утворювалося з імені батька з додаванням слова, що означає «син» або «дочка»: наприклад, якщо у людини на ім'я Jan народився син, то його могли називати Pieter Jans zoon, а якщо дочка - то Geertje Jans dochter. Ці форми зазвичай скорочувалися до Janszn і Jansdr, і в підсумку перетворювалися в Jans для дітей як чоловічої, так і жіночої статі. Після 1811 року багато імен по батькові стали прізвищами: Peeters, Jansen, Willems. Це пояснює велику кількість нідерландських прізвищ - близько ста тисяч.

## Особові імена
Серед особових імен, що використовуються на території Нідерландів та Фландрії, зустрічаються імена: 
- німецькі (Adelbert, Gertrude)
- з католицького календаря (Albert, Ferdinand)
- типові голландські імена, такі як «Kees» (від Cornelis), «Jan» (від Johannes) і «Piet» (від Petrus)
- запозичені з інших мов ((Sjaak — Жак, Sjaan — Жан)